# Rudabánya
Rudabánya is een plaats (város) en gemeente in het Hongaarse comitaat Borsod-Abaúj-Zemplén. Rudabánya telt 2952 inwoners (2001).